# Amastigia fiordica
Amastigia fiordica är en mossdjursart som beskrevs av Gordon 1986. Amastigia fiordica ingår i släktet Amastigia och familjen Candidae. Inga underarter finns listade i Catalogue of Life.